# Danh sách cầu thủ Manchester United F.C. (từ 25 đến 99 trận)

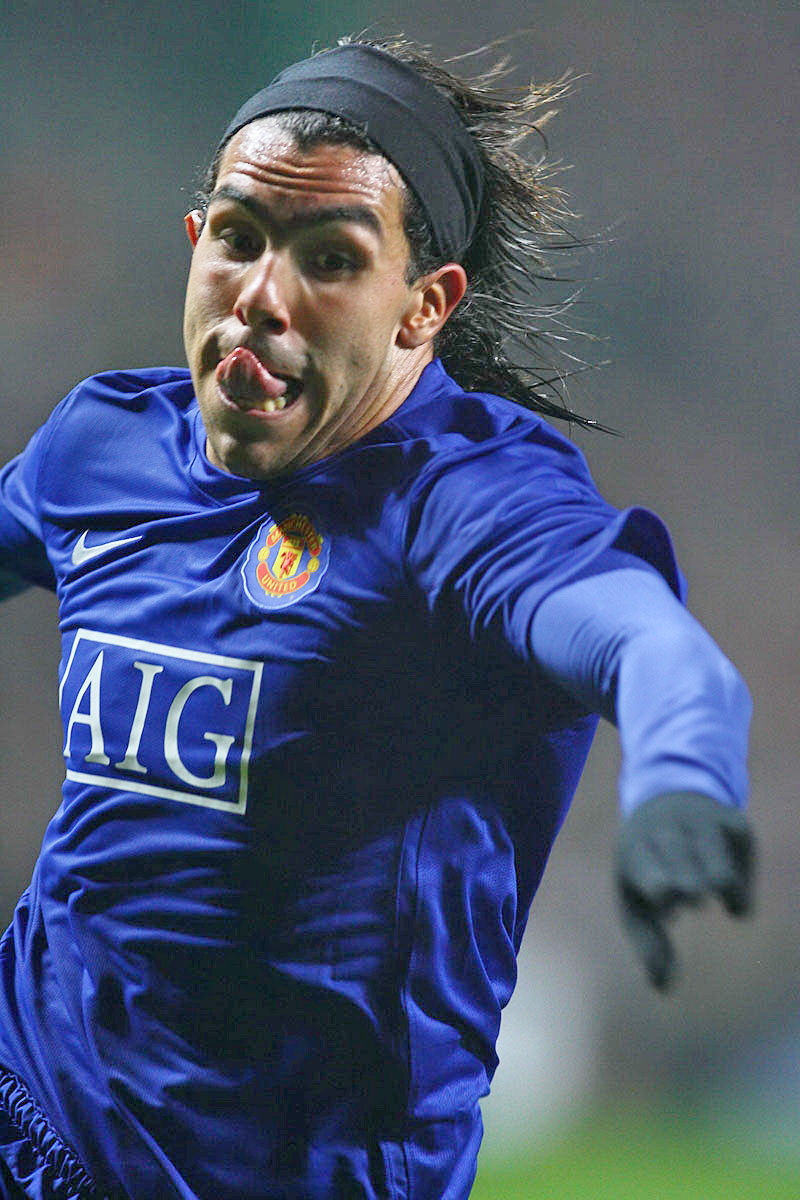
Carlos Tevez đã có 99 lần ra sân trong hai mùa với Manchester United.

Manchester United F.C. là một câu lạc bộ bóng đá chuyên nghiệp có trụ sở tại Old Trafford, Greater Manchester. Câu lạc bộ được thành lập tại Newton Heath vào năm 1878 với cái tên Newton Heath LYR F.C., và có trận đấu đầu tiên vào tháng 10 năm 1886, khi họ thi đấu ở vòng 1 Cúp FA 1886–87. Câu lạc bộ được đổi tên thành Manchester United F.C. năm 1902, và chuyển đến Old Trafford vào năm 1910. Câu lạc bộ giành được danh hiệu lớn đầu tiên vào năm 1908 - Giải bóng đá Hạng nhất Anh. Kể từ đó, câu lạc bộ đã giành thêm 19 danh hiệu vô địch quốc gia, cùng với 12 Cúp FA và 5 Cúp Liên đoàn. Câu lạc bộ cũng đã ba lần lên ngôi UEFA Champions League và 1 lần vô địch UEFA Europa League. Câu lạc bộ Manchester United F.C. là đội bóng giàu thành tích nhất trong lịch sử Giải bóng đá Ngoại hạng Anh kể từ khi giải đấu này thành lập vào năm 1992. Giai đoạn thành công nhất trong lịch sử của câu lạc bộ dưới thời Sir Alex Ferguson, người đã dẫn dắt đội bóng với 13 chức vô địch trong 21 năm. Tính từ trận đấu chính thức đầu tiên của câu lạc bộ đến nay, đã có hơn 900 cầu thủ đã từng thi đấu cho đội 1 của câu lạc bộ, nhiều người trong số họ đã đóng góp từ 25 đến 99 trận ra sân (Tính luôn vào sân từ ghế dự bị). Carlos Tevez thi đấu dưới 100 lần ra sân cho Manchester United, anh ghi được 34 bàn thắng trong những trận đấu từ khi anh ấy gia nhập câu lạc bộ như một cầu thủ chuyển nhượng tự do trong mùa hè năm 2007. Billy Whelan, George Perrins, Arnold Mühren và Diego Forlán đã chơi 98 trận đấu cho Manchester United. Darren Ferguson, Jesper Blomqvist và Owen Hargreaves đã từng Premier League. Cầu thủ đang chơi bóng cho câu lạc bộ, Hậu vệ người Argentina Marcos Rojo là cầu thủ sắp cán mốc 100 trận ra sân; anh đã có 95 trận ra sân cho Manchester United.
Từ ngày 30 tháng 1 năm 2017, có tổng cộng 232 cầu thủ thi đấu từ 25 đến 99 trận đấu cho câu lạc bộ. Trong số những cầu thủ đó, có 12 cầu thủ hiện đang còn thi đấu cho câu lạc bộ.

## Danh sách các cầu thủ

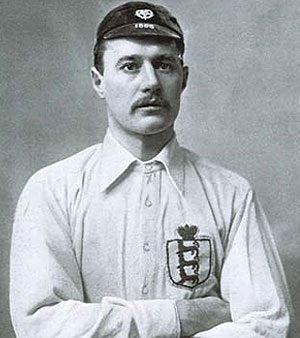
Thủ môn John Sutcliffe đã có 28 trận đấu cho Manchester United.

Billy Grassam ghi được 14 bàn thắng trong hai mùa giải cho Manchester United.

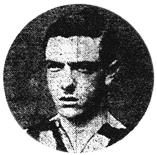
Oscar Linkson giành danh hiệu Cúp FA đầu tiên cho Manchester United năm 1909.

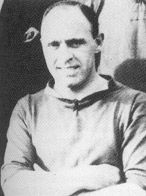
Fred Hopkin đã có 78 trận đấu trong hai mùa giải cho Manchester United.

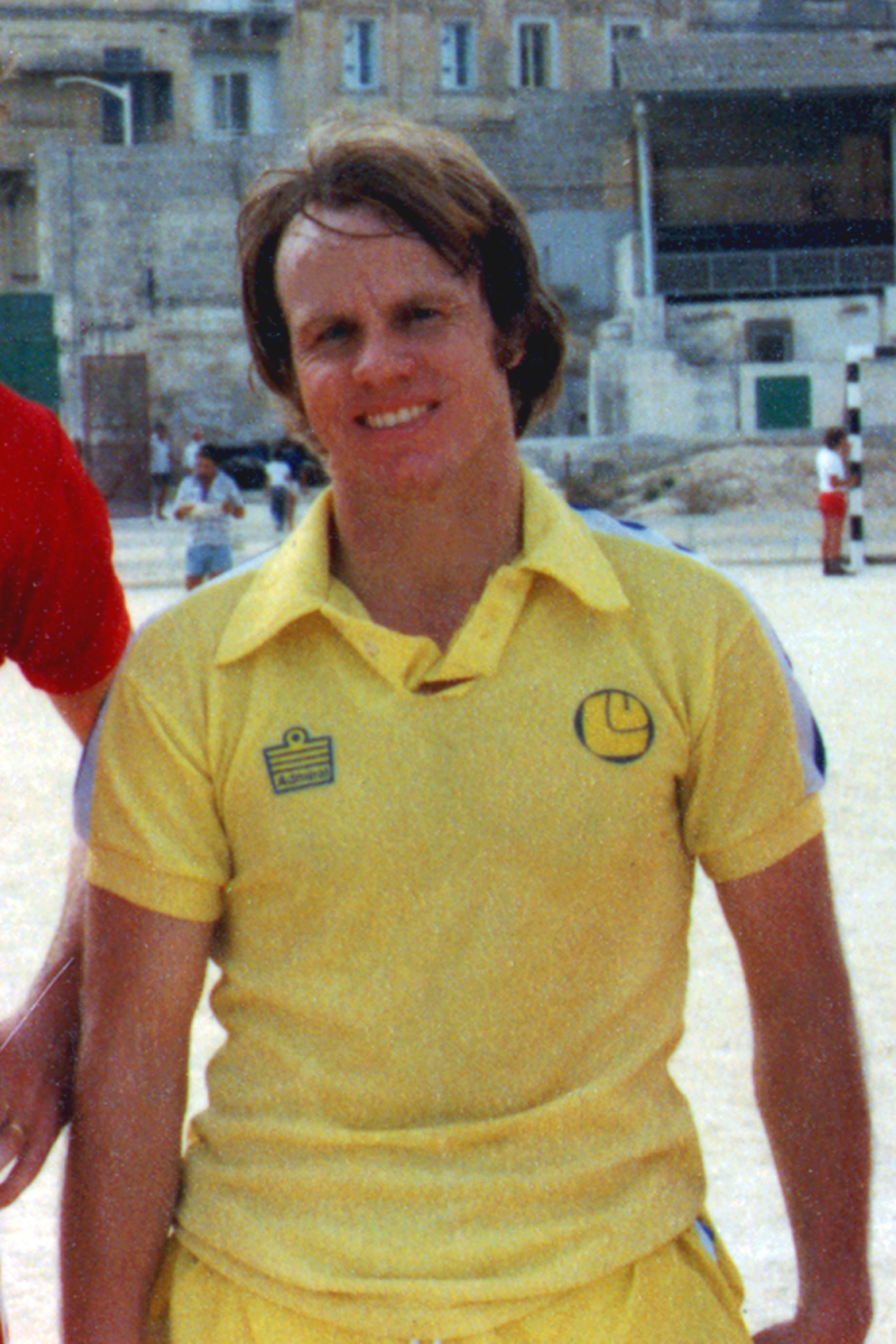
Arthur Graham đã 52 lần ra sân trong hai mùa cùng với Manchester United.

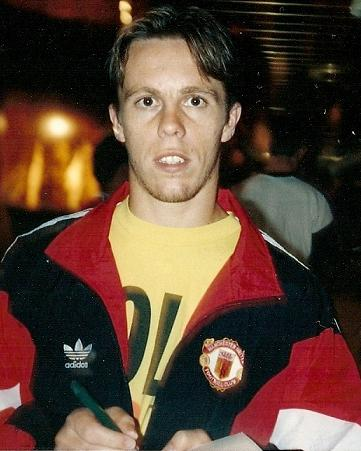
Russell Beardsmore giành danh hiệu Siêu cúp châu Âu 1991 trước đối thủ Sao Đỏ Beograd.

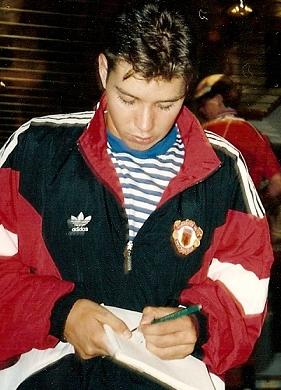
Darren Ferguson đã ra sân 15 trận cho Manchester United khi vô địch Premier League lần đầu tiên ở mùa giải 1992-93.

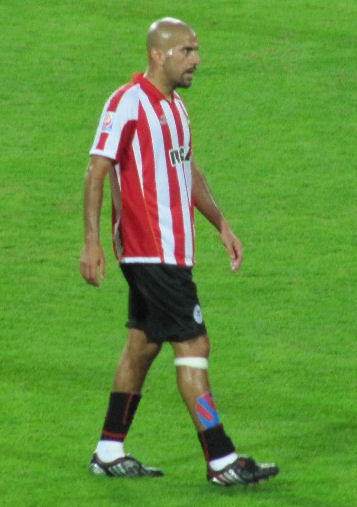
Juan Sebastián Verón, là cựu cầu thủ của Estudiantes de La Plata, đã chơi 82 trận trong hai mùa giải cho Manchester United.

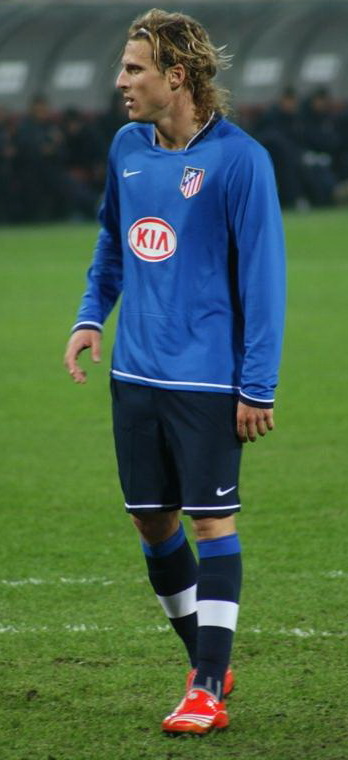
Diego Forlán, là cựu cầu thủ của Atlético Madrid, đã chơi 98 trận cho Manchester United.

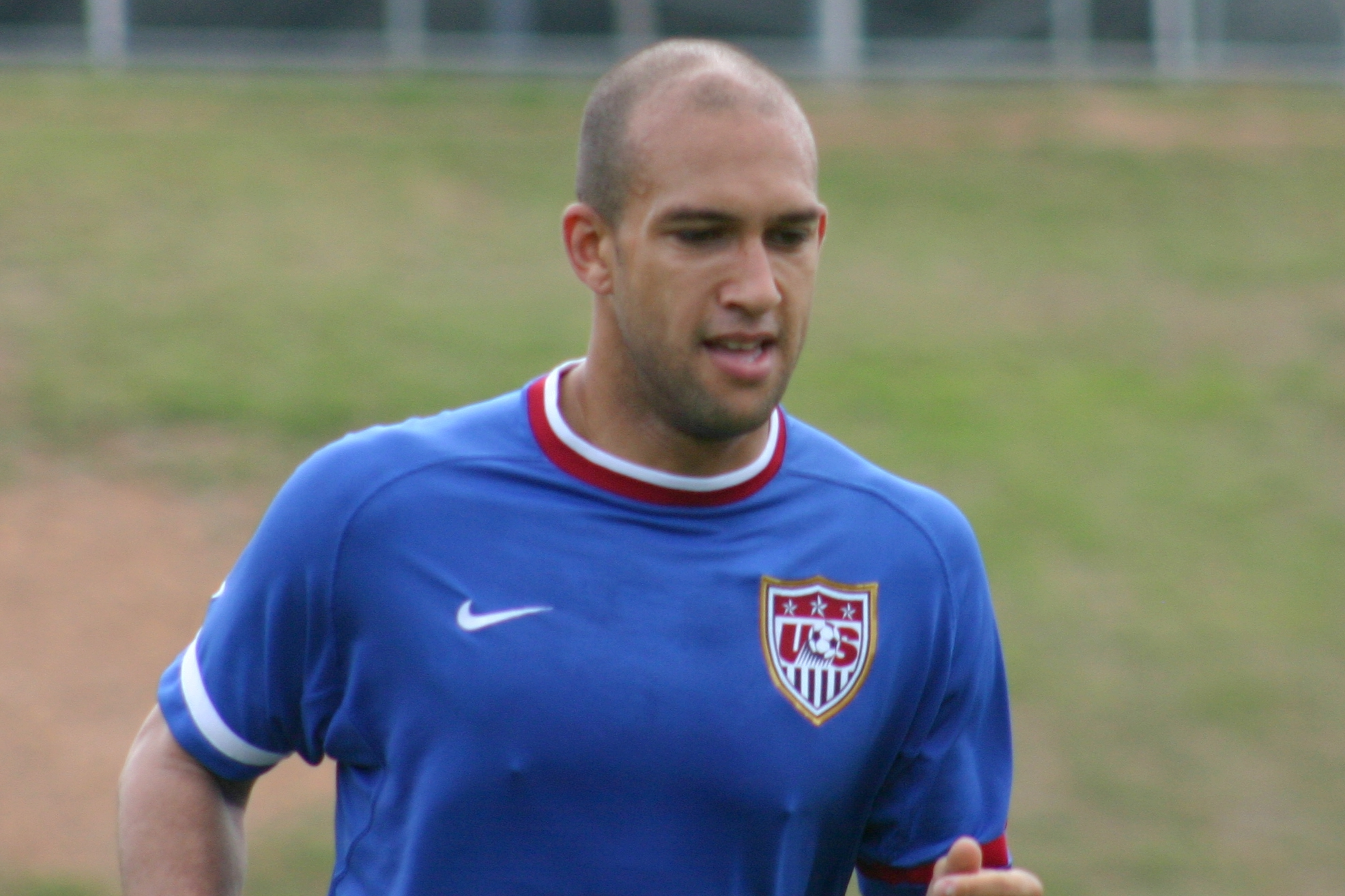
Thủ môn Tim Howard đã chơi 77 trận cho Manchester United.

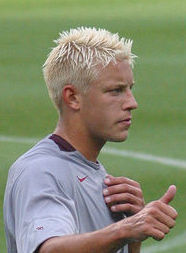
Alan Smith đã chơi 93 trận trong ba mùa giải cho Manchester United.

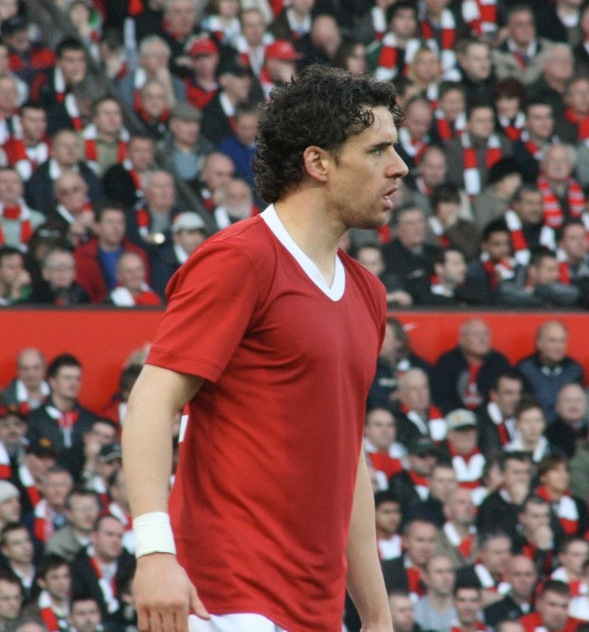
Owen Hargreaves đã chơi 39 trận trong bốn mùa giải cho Manchester United.

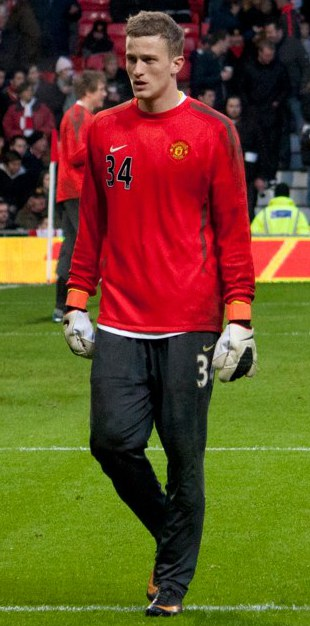
Anders Lindegaard đã chơi 29 trận trong bốn mùa giải cho Manchester United.

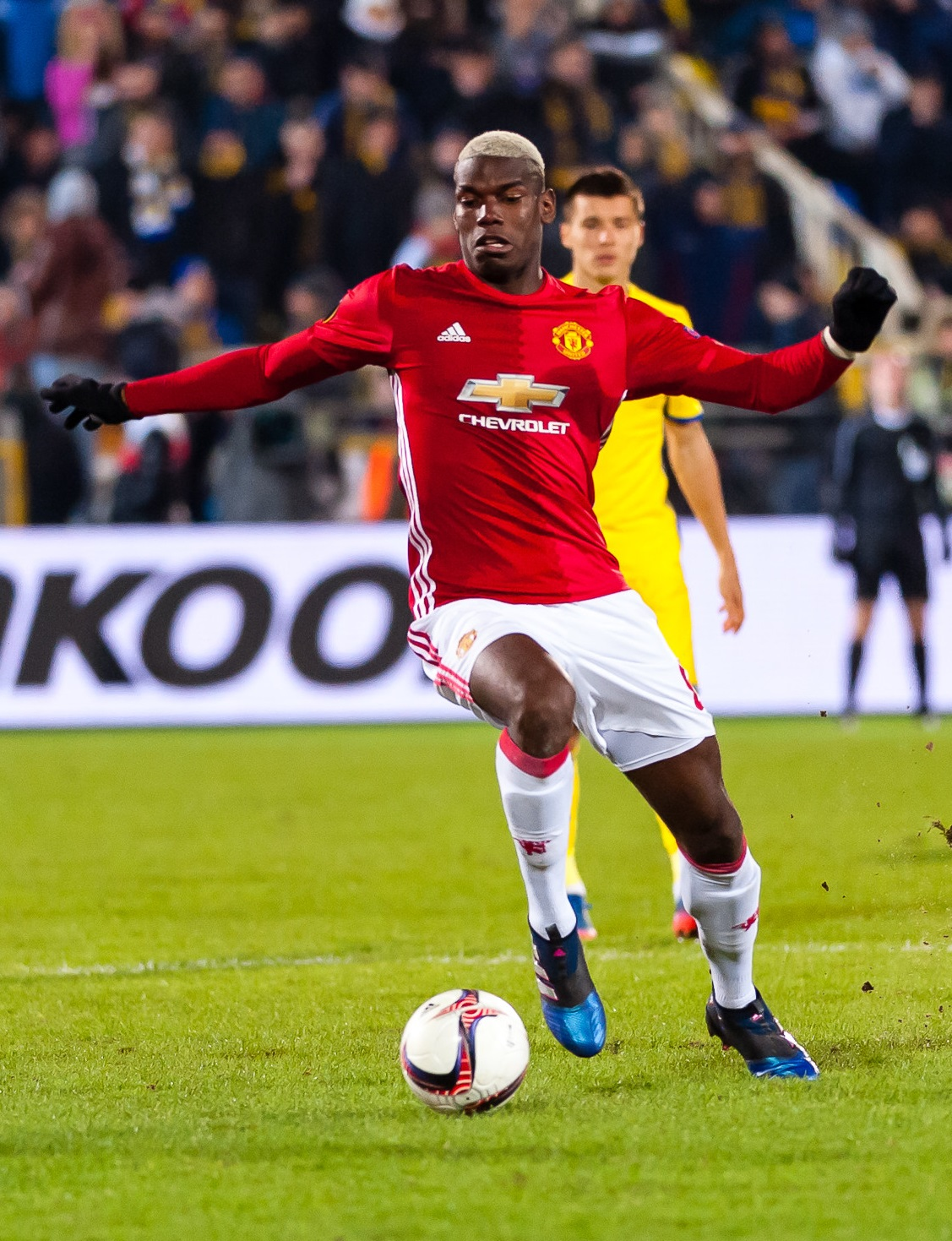
Paul Pogba đã chơi 53 trận trong hai mùa giải cho Manchester United.

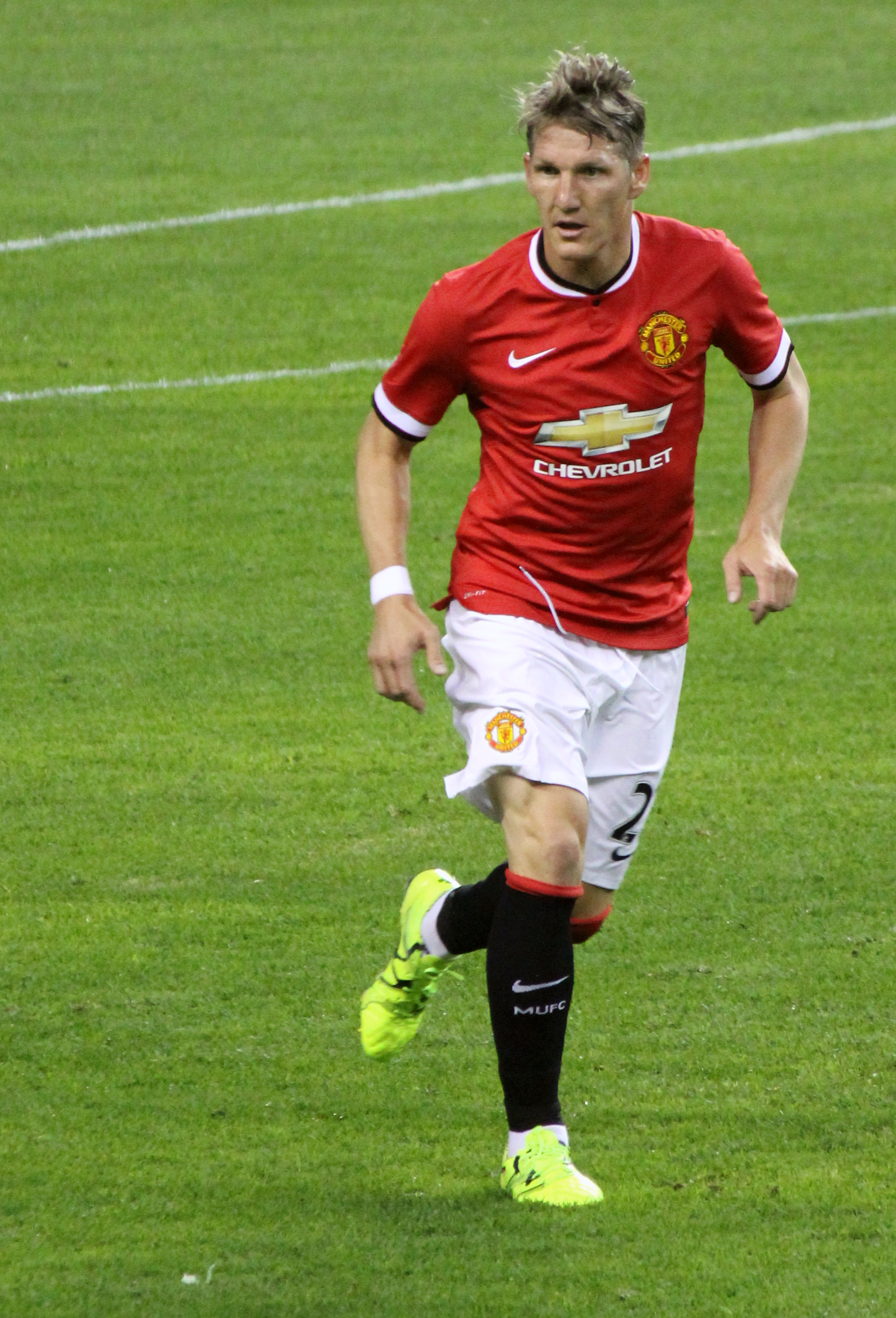
Bastian Schweinsteiger đã chơi 35 trận cho Manchester United và là cầu thủ Đức đầu tiên chơi bóng cho câu lạc bộ.

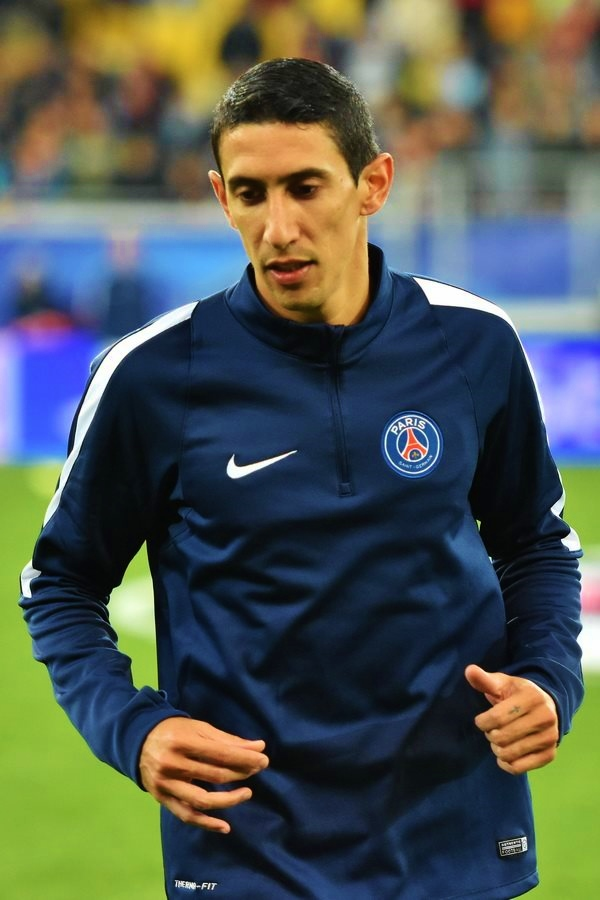
Ángel Di María, đã chơi 32 trận trong một mùa giải cho Manchester United. Anh chuyển đến Manchester United với giá kỷ lục 59.7 triệu bảng Anh.

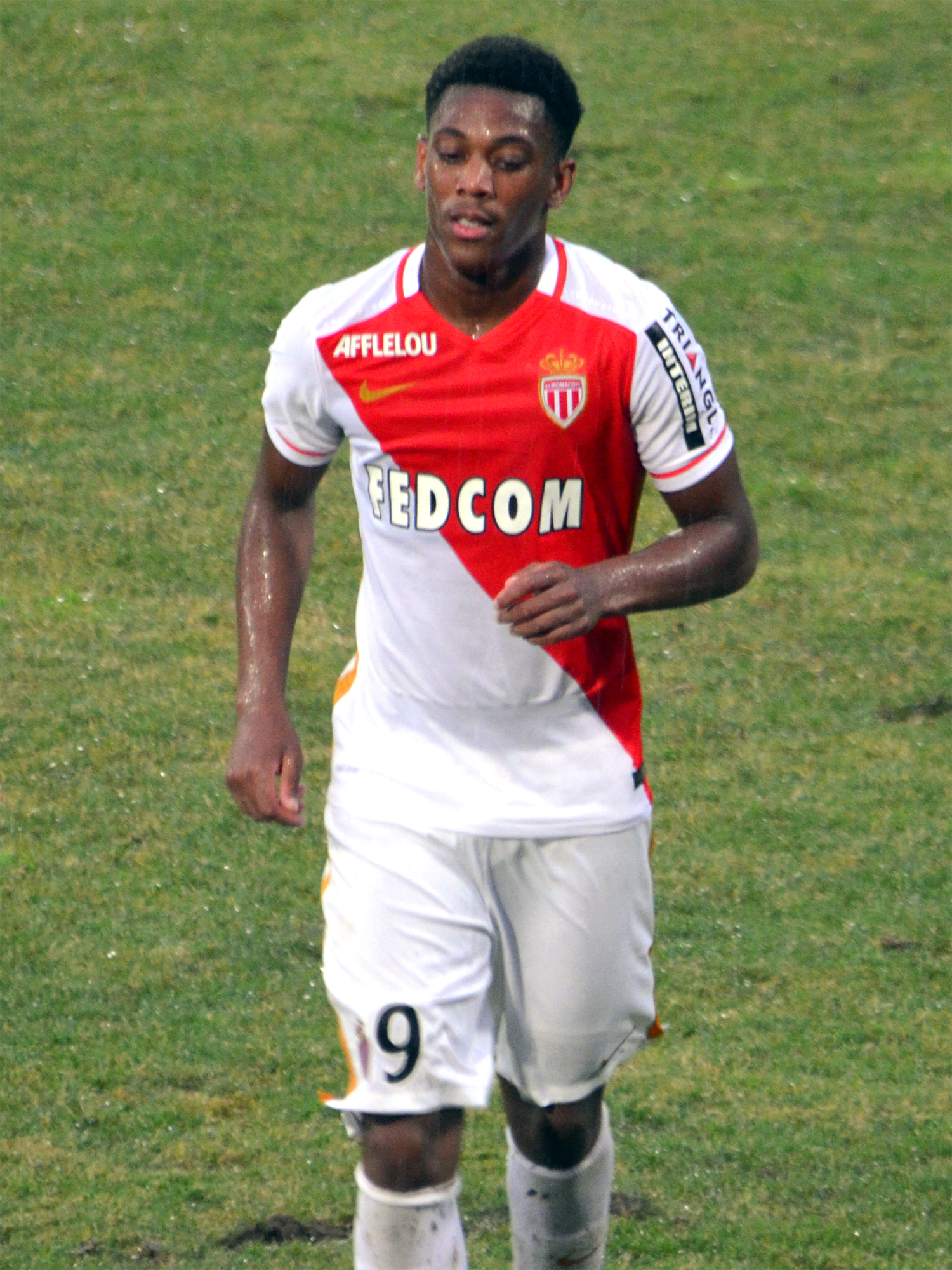
Anthony Martial, là cựu cầu thủ của AS Monaco, đã chơi 87 trận cho Manchester United.

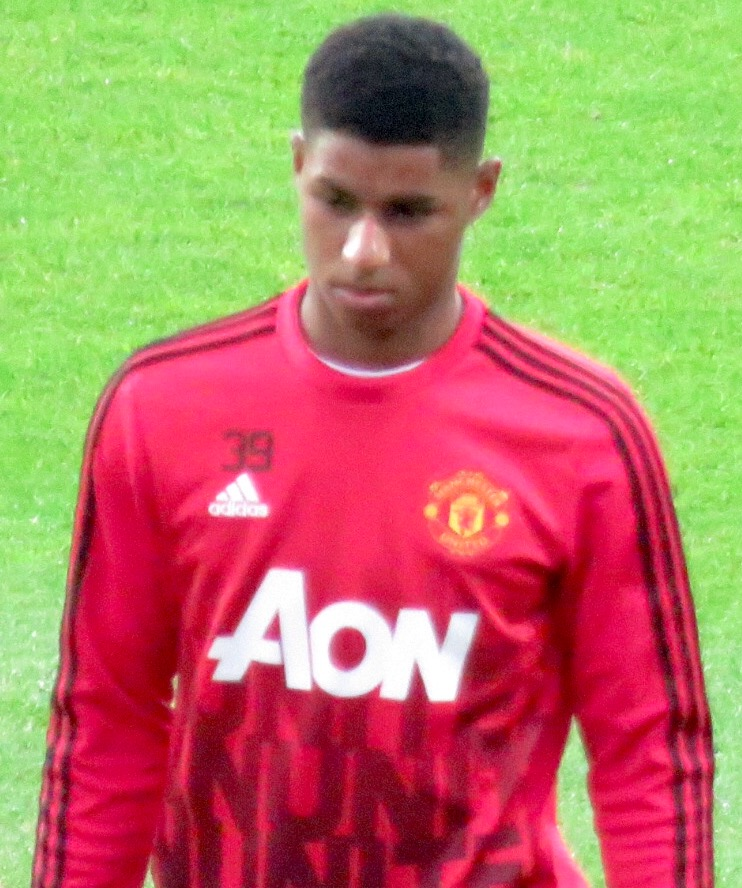
Marcus Rashford đã chơi 65 trận cho Manchester United.

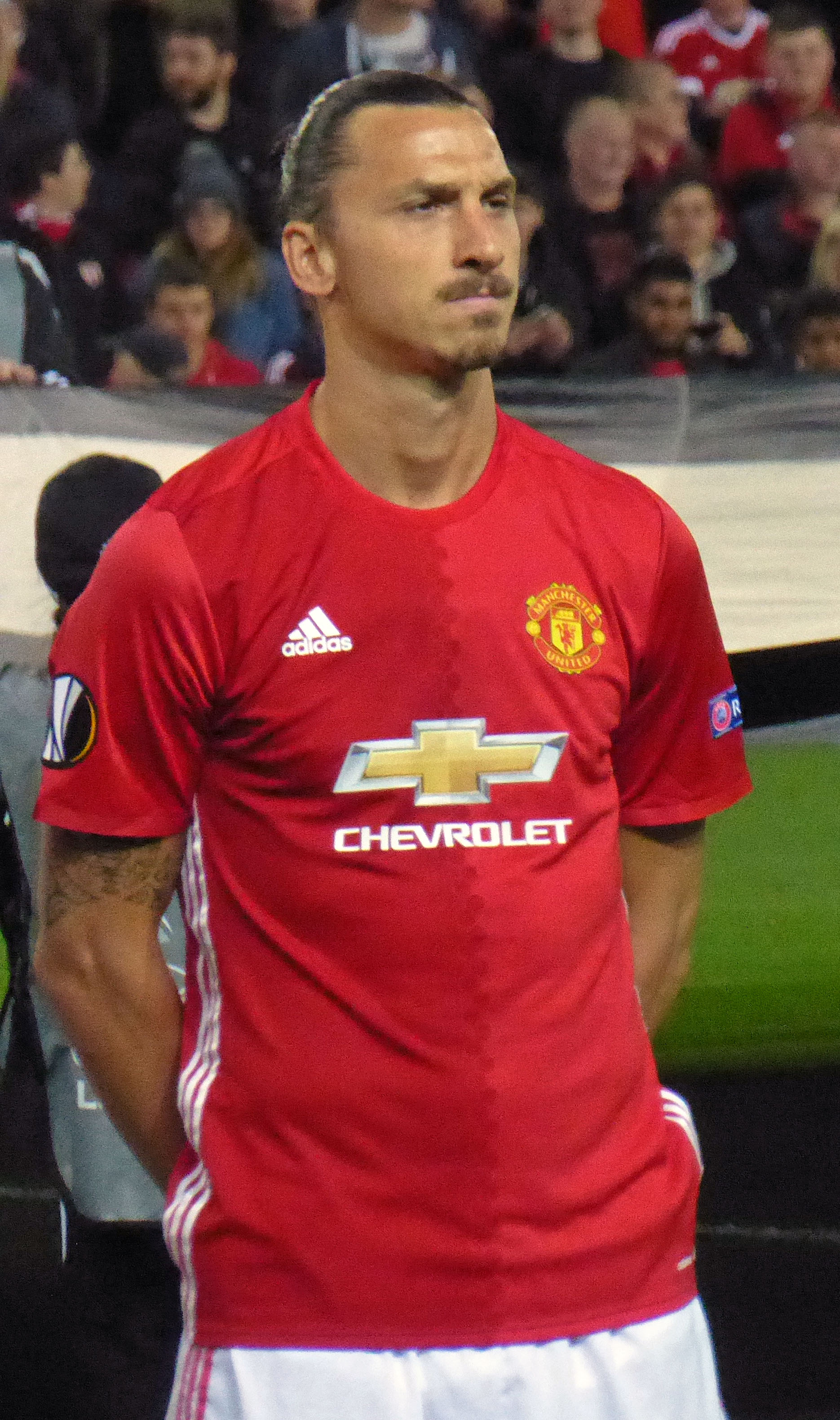
Zlatan Ibrahimović đã chơi 43 trận cho Manchester United.

- Chỉ tính số lần ra sân và bàn thắng ở đội 1, bao gồm các trận đấu tại Premier League, Football League, Cúp FA, Cúp Liên đoàn, Siêu cúp Anh, European Cup/Champions League, UEFA Cup, UEFA Cup Winners' Cup, Inter-Cities Fairs Cup, Siêu cúp châu Âu và FIFA Club World Cup; các trận đấu ở thời kỳ chiến tranh được coi là không chính thức và được loại trừ, cũng như các trận đấu của mùa giải 1939-40.
- Cầu thủ được liệt kê kể từ ngày ra mắt cho đội bóng đầu tiên của họ.

Thống kê chính xác cho các trận đấu tới ngày 24 tháng 5 năm 2017
Bảng tiêu đề
- Quốc tịch – Nếu một cầu thủ thi đấu bóng đá quốc tế, quốc gia/các quốc gia anh ta từng thi đấu cho được đưa ra. Nếu không, quốc tịch của cầu thủ sẽ là đất nước nơi họ sinh ra.
- Sự nghiệp ở Manchester United – Năm mà cầu thủ thi đấu trận đầu tiên cho Manchester United cho tới năm mà cầu thủ thi đấu trận cuối cùng.
- Bắt đầu – Số lần ra sân ở đội hình xuất phát.
- Dự bị – Số trận vào thay người.
- Tổng – Tổng số lần ra sân.

| Trước-thập niên 1960 | Trước-thập niên 1960 | Sau-thập niên 1960 | Sau-thập niên 1960 |
| -------------------- | -------------------- | ------------------ | ------------------ |
| GK                   | Thủ môn              | Thủ môn            | Thủ môn            |
| FB                   | Hậu vệ cánh          | DF                 | Hậu vệ             |
| HB                   | Nửa hậu vệ           | MF                 | Tiền vệ            |
| FW                   | Tiền đạo             | Tiền đạo           | Tiền đạo           |
| U                    | Cầu thủ đa năng1     | Cầu thủ đa năng1   | Cầu thủ đa năng1   |

| Tên                    | Quốc tịch    | Vị trí | Sự nghiệp ở Manchester United | Xuất phát | Dự bị   | Tổng cộng | Bàn thắng | Nguồn           |
| Tên                    | Quốc tịch    | Vị trí | Sự nghiệp ở Manchester United | Số trận   | Số trận | Số trận   | Bàn thắng | Nguồn           |
| ---------------------- | ------------ | ------ | ----------------------------- | --------- | ------- | --------- | --------- | --------------- |
| Willie Stewart         | Scotland     | HB     | 1890–1895                     | 87        | 0       | 87        | 5         | [ 18 ] [ 19 ]   |
| Jimmy Coupar           | Scotland     | FW     | 1892–1893 1901–1902           | 34        | 0       | 34        | 10        | [ 20 ] [ 21 ]   |
| John Clements          | Anh          | FB     | 1892–1894                     | 42        | 0       | 42        | 0         | [ 22 ] [ 23 ]   |
| Tommy Fitzsimmons      | Scotland     | FW     | 1892–1894                     | 30        | 0       | 30        | 6         | [ 24 ] [ 25 ]   |
| Billy Hood             | unknown      | FW     | 1892–1894                     | 38        | 0       | 38        | 6         | [ 26 ] [ 27 ]   |
| Andrew Mitchell        | Scotland     | FB     | 1892–1894                     | 61        | 0       | 61        | 0         | [ 28 ] [ 29 ]   |
| Alf Farman             | Anh          | FW     | 1892–1895                     | 61        | 0       | 61        | 28        | [ 30 ] [ 31 ]   |
| George Perrins         | Anh          | HB     | 1892–1896                     | 98        | 0       | 98        | 0         | [ 32 ] [ 33 ]   |
| Will Davidson          | unknown      | HB     | 1893–1894                     | 44        | 0       | 44        | 2         | [ 34 ] [ 35 ]   |
| Joe Fall               | Anh          | GK     | 1893–1894                     | 27        | 0       | 27        | 0         | [ 36 ] [ 37 ]   |
| Jack Peden             | Ireland      | FW     | 1893–1894                     | 32        | 0       | 32        | 8         | [ 38 ] [ 39 ]   |
| John Clarkin           | Scotland     | FW     | 1893–1896                     | 74        | 0       | 74        | 23        | [ 40 ] [ 41 ]   |
| William Douglas        | Scotland     | GK     | 1893–1896                     | 57        | 0       | 57        | 0         | [ 42 ] [ 43 ]   |
| John Dow               | Scotland     | FB     | 1893–1896                     | 50        | 0       | 50        | 6         | [ 44 ] [ 45 ]   |
| Jack Peters            | Anh          | FW     | 1894–1896                     | 51        | 0       | 51        | 14        | [ 46 ] [ 47 ]   |
| William Kennedy        | Scotland     | FW     | 1895–1897                     | 33        | 0       | 33        | 12        | [ 48 ] [ 49 ]   |
| David Fitzsimmons      | Scotland     | HB     | 1895–1900                     | 31        | 0       | 31        | 0         | [ 50 ] [ 51 ]   |
| Jimmy Collinson        | Anh          | U      | 1895–1901                     | 71        | 0       | 71        | 17        | [ 52 ] [ 53 ]   |
| Caesar Jenkyns         | Wales        | DF     | 1896–1898                     | 47        | 0       | 47        | 6         | [ 54 ] [ 55 ]   |
| Henry Boyd             | Scotland     | FW     | 1896–1899                     | 62        | 0       | 62        | 35        | [ 56 ] [ 57 ]   |
| Billy Draycott         | Anh          | HB     | 1896–1899                     | 95        | 0       | 95        | 6         | [ 58 ] [ 59 ]   |
| Matthew Gillespie      | Scotland     | FW     | 1896–1900                     | 89        | 0       | 89        | 21        | [ 60 ] [ 61 ]   |
| William Jackson        | Wales        | FW     | 1899–1901                     | 64        | 0       | 64        | 14        | [ 62 ] [ 63 ]   |
| Tom Leigh              | Anh          | FW     | 1899–1901                     | 46        | 0       | 46        | 15        | [ 64 ] [ 65 ]   |
| James Fisher           | Scotland     | FW     | 1900–1902                     | 46        | 0       | 46        | 3         | [ 66 ] [ 67 ]   |
| Harry Lappin           | Anh          | FW     | 1900–1903                     | 27        | 0       | 27        | 4         | [ 68 ] [ 69 ]   |
| Jimmy Whitehouse       | Anh          | GK     | 1900–1903                     | 64        | 0       | 64        | 0         | [ 70 ] [ 71 ]   |
| Jack Banks             | Anh          | HB     | 1901–1903                     | 44        | 0       | 44        | 1         | [ 72 ] [ 73 ]   |
| Stephen Preston        | Anh          | FW     | 1901–1903                     | 34        | 0       | 34        | 14        | [ 74 ] [ 75 ]   |
| Herbert Birchenough    | Anh          | GK     | 1902–1903                     | 30        | 0       | 30        | 0         | [ 76 ] [ 77 ]   |
| Herbert Rothwell       | Anh          | FB     | 1902–1903                     | 28        | 0       | 28        | 0         | [ 78 ] [ 79 ]   |
| Tommy Morrison         | Ireland      | FW     | 1902–1904                     | 36        | 0       | 36        | 8         | [ 80 ] [ 81 ]   |
| Dick Pegg              | Anh          | FW     | 1902–1904                     | 51        | 0       | 51        | 20        | [ 82 ] [ 83 ]   |
| Bert Read              | Anh          | FB     | 1902–1904                     | 42        | 0       | 42        | 0         | [ 84 ] [ 85 ]   |
| Tommy Arkesden         | Anh          | FW     | 1902–1906                     | 79        | 0       | 33        | 0         | [ 86 ] [ 87 ]   |
| John Sutcliffe         | Anh          | GK     | 1903–1904                     | 28        | 0       | 28        | 0         | [ 8 ] [ 88 ]    |
| Billy Grassam          | Scotland     | FW     | 1903–1905                     | 37        | 0       | 37        | 14        | [ 9 ] [ 89 ]    |
| Sandy Robertson        | Scotland     | FW     | 1903–1905                     | 34        | 0       | 34        | 10        | [ 90 ] [ 91 ]   |
| Alexander Robertson    | Scotland     | HB     | 1903–1906                     | 35        | 0       | 35        | 1         | [ 92 ] [ 93 ]   |
| Tommy Blackstock       | Scotland     | FB     | 1903–1907                     | 38        | 0       | 38        | 0         | [ 94 ] [ 95 ]   |
| Jack Allan             | Anh          | FW     | 1904–1906                     | 36        | 0       | 36        | 22        | [ 96 ] [ 97 ]   |
| Henry Williams         | Anh          | FW     | 1904–1906                     | 36        | 0       | 36        | 8         | [ 98 ] [ 99 ]   |
| Clem Beddow            | Anh          | FW     | 1904–1907                     | 34        | 0       | 34        | 15        | [ 100 ] [ 101 ] |
| Dick Wombwell          | Anh          | FW     | 1904–1907                     | 51        | 0       | 51        | 3         | [ 102 ] [ 103 ] |
| Charlie Sagar          | Anh          | FW     | 1905–1907                     | 33        | 0       | 33        | 24        | [ 104 ] [ 105 ] |
| Alex Menzies           | Scotland     | FW     | 1906–1908                     | 25        | 0       | 25        | 4         | [ 106 ] [ 107 ] |
| Jimmy Bannister        | Anh          | FW     | 1906–1910                     | 63        | 0       | 63        | 8         | [ 108 ] [ 109 ] |
| Herbert Burgess        | Anh          | FB     | 1906–1910                     | 54        | 0       | 54        | 0         | [ 110 ] [ 111 ] |
| Jimmy Turnbull         | Scotland     | FW     | 1907–1910                     | 78        | 0       | 78        | 45        | [ 112 ] [ 113 ] |
| Tony Donnelly          | Anh          | FB     | 1908–1913                     | 37        | 0       | 37        | 0         | [ 114 ] [ 115 ] |
| Oscar Linkson          | Anh          | FB     | 1908–1913                     | 59        | 0       | 59        | 0         | [ 116 ] [ 117 ] |
| George Livingstone     | Scotland     | U      | 1908–1914                     | 46        | 0       | 46        | 14        | [ 118 ] [ 119 ] |
| Tom Homer              | Anh          | FW     | 1909–1912                     | 25        | 0       | 25        | 14        | [ 120 ] [ 121 ] |
| Hugh Edmonds           | Scotland     | GK     | 1910–1912                     | 51        | 0       | 51        | 0         | [ 122 ] [ 123 ] |
| Jackie Sheldon         | Anh          | FW     | 1910–1913                     | 26        | 0       | 26        | 0         | [ 124 ] [ 125 ] |
| James Hodge            | Scotland     | U      | 1910–1920                     | 86        | 0       | 86        | 2         | [ 126 ] [ 127 ] |
| Mickey Hamill          | Ireland      | MF     | 1911–1914                     | 60        | 0       | 60        | 2         | [ 128 ] [ 129 ] |
| George Anderson        | Anh          | FW     | 1911–1915                     | 86        | 0       | 86        | 39        | [ 130 ] [ 131 ] |
| Frank Knowles          | Anh          | FB     | 1911–1915                     | 47        | 0       | 47        | 1         | [ 132 ] [ 133 ] |
| Joe Haywood            | Anh          | MF     | 1913–1915                     | 26        | 0       | 26        | 0         | [ 134 ] [ 135 ] |
| John Hodge             | Scotland     | DF     | 1913–1915                     | 30        | 0       | 30        | 0         | [ 136 ] [ 137 ] |
| Joe Norton             | Anh          | FW     | 1913–1915                     | 37        | 0       | 37        | 3         | [ 138 ] [ 139 ] |
| Arthur Potts           | Anh          | FW     | 1913–1920                     | 29        | 0       | 29        | 5         | [ 140 ] [ 141 ] |
| Wilf Woodcock          | Anh          | FW     | 1913–1920                     | 61        | 0       | 61        | 21        | [ 142 ] [ 143 ] |
| Pat O'Connell          | Ireland      | DF     | 1914–1915                     | 35        | 0       | 35        | 2         | [ 144 ] [ 145 ] |
| James Montgomery       | Anh          | HB     | 1914–1921                     | 27        | 0       | 27        | 1         | [ 146 ] [ 147 ] |
| George Sapsford        | Anh          | FW     | 1919–1922                     | 53        | 0       | 53        | 17        | [ 148 ] [ 149 ] |
| Fred Hopkin            | Anh          | FW     | 1919–1921                     | 74        | 0       | 74        | 8         | [ 11 ] [ 150 ]  |
| Tommy Meehan           | Anh          | HB     | 1919–1921                     | 53        | 0       | 53        | 6         | [ 151 ] [ 152 ] |
| Cyril Barlow           | Anh          | FB     | 1919–1922                     | 30        | 0       | 30        | 0         | [ 153 ] [ 154 ] |
| George Bissett         | Scotland     | FW     | 1919–1922                     | 42        | 0       | 42        | 10        | [ 155 ] [ 156 ] |
| Tommy Forster          | Anh          | MF     | 1919–1922                     | 36        | 0       | 36        | 0         | [ 157 ] [ 158 ] |
| Frank Harris           | Anh          | HB     | 1919–1922                     | 49        | 0       | 49        | 2         | [ 159 ] [ 160 ] |
| Tom Miller             | Scotland     | FW     | 1920–1921                     | 27        | 0       | 27        | 8         | [ 161 ] [ 162 ] |
| Billy Harrison         | Anh          | FW     | 1920–1922                     | 46        | 0       | 46        | 5         | [ 163 ] [ 164 ] |
| Joe Myerscough         | Anh          | FW     | 1920–1923                     | 34        | 0       | 34        | 8         | [ 165 ] [ 166 ] |
| Charlie Radford        | Anh          | FB     | 1920–1924                     | 96        | 0       | 96        | 1         | [ 167 ] [ 168 ] |
| Neil McBain            | Scotland     | HB     | 1921–1923                     | 43        | 0       | 43        | 2         | [ 169 ] [ 170 ] |
| William Henderson      | Scotland     | FW     | 1921–1925                     | 36        | 0       | 36        | 17        | [ 171 ] [ 172 ] |
| George Haslam          | Anh          | DF     | 1921–1928                     | 27        | 0       | 27        | 0         | [ 173 ] [ 174 ] |
| Ernie Goldthorpe       | Anh          | FW     | 1922–1925                     | 30        | 0       | 30        | 16        | [ 175 ] [ 176 ] |
| Tom Smith              | Anh          | FW     | 1923–1927                     | 90        | 0       | 90        | 16        | [ 177 ] [ 178 ] |
| Charlie Rennox         | Scotland     | FW     | 1924–1927                     | 68        | 0       | 68        | 25        | [ 179 ] [ 180 ] |
| Lance Richardson       | Anh          | GK     | 1924–1929                     | 42        | 0       | 42        | 0         | [ 181 ] [ 182 ] |
| Chris Taylor           | Anh          | FW     | 1924–1930                     | 30        | 0       | 30        | 7         | [ 183 ] [ 184 ] |
| Eric Sweeney           | Anh          | FW     | 1925–1930                     | 32        | 0       | 32        | 7         | [ 185 ] [ 186 ] |
| Billy Chapman          | Anh          | FW     | 1926–1928                     | 26        | 0       | 26        | 0         | [ 187 ] [ 188 ] |
| Rees Williams          | Wales        | FW     | 1927–1929                     | 35        | 0       | 35        | 2         | [ 189 ] [ 190 ] |
| Billy Johnston         | Scotland     | FW     | 1927–1929 1930–1931           | 77        | 0       | 77        | 27        | [ 191 ] [ 192 ] |
| Bill Rawlings          | Anh          | FW     | 1927–1930                     | 36        | 0       | 36        | 19        | [ 193 ] [ 194 ] |
| Charlie Spencer        | Anh          | DF     | 1928–1930                     | 48        | 0       | 48        | 0         | [ 195 ] [ 196 ] |
| Billy Dale             | Anh          | FB     | 1928–1932                     | 68        | 0       | 68        | 0         | [ 197 ] [ 198 ] |
| Jack Ball              | Anh          | FW     | 1929–1934 1934–1935           | 50        | 0       | 50        | 18        | [ 199 ] [ 200 ] |
| Arthur Warburton       | Anh          | FW     | 1929–1934                     | 39        | 0       | 39        | 10        | [ 201 ] [ 202 ] |
| Stan Gallimore         | Anh          | FW     | 1930–1934                     | 76        | 0       | 76        | 20        | [ 203 ] [ 204 ] |
| Sam Hopkinson          | Anh          | FW     | 1930–1934                     | 53        | 0       | 53        | 12        | [ 205 ] [ 206 ] |
| John Moody             | Anh          | GK     | 1931–1933                     | 51        | 0       | 51        | 0         | [ 207 ] [ 208 ] |
| Willie McDonald        | Scotland     | FW     | 1931–1934                     | 27        | 0       | 27        | 4         | [ 209 ] [ 210 ] |
| Bill Ridding           | Anh          | FW     | 1931–1934                     | 44        | 0       | 44        | 14        | [ 211 ] [ 212 ] |
| Ernie Vincent          | Anh          | HB     | 1931–1934                     | 65        | 0       | 65        | 1         | [ 213 ] [ 214 ] |
| Jim Brown              | Hoa Kỳ       | FW     | 1932–1934                     | 41        | 0       | 41        | 17        | [ 215 ] [ 216 ] |
| Tommy Frame            | Scotland     | HB     | 1932–1936                     | 52        | 0       | 52        | 4         | [ 217 ] [ 218 ] |
| Stewart Chalmers       | Scotland     | FW     | 1932–1934                     | 35        | 0       | 35        | 1         | [ 219 ] [ 220 ] |
| Neil Dewar             | Scotland     | FW     | 1932–1934                     | 36        | 0       | 36        | 14        | [ 221 ] [ 222 ] |
| William Stewart        | Scotland     | FW     | 1932–1934                     | 49        | 0       | 49        | 7         | [ 19 ] [ 223 ]  |
| Ernie Hine             | Anh          | FW     | 1932–1935                     | 53        | 0       | 53        | 12        | [ 224 ] [ 225 ] |
| Jack Hacking           | Anh          | GK     | 1933–1935                     | 34        | 0       | 34        | 0         | [ 226 ] [ 227 ] |
| Walter McMillen        | Bắc Ireland  | HB     | 1933–1935                     | 29        | 0       | 29        | 2         | [ 228 ] [ 229 ] |
| Jack Hall              | Anh          | GK     | 1933–1936                     | 73        | 0       | 73        | 0         | [ 230 ] [ 231 ] |
| William Robertson      | Scotland     | MF     | 1933–1936                     | 50        | 0       | 50        | 1         | [ 232 ] [ 233 ] |
| Jack Cape              | Anh          | FW     | 1933–1937                     | 60        | 0       | 60        | 18        | [ 234 ] [ 235 ] |
| Billy Porter           | Anh          | FB     | 1934–1938                     | 65        | 0       | 65        | 0         | [ 236 ] [ 237 ] |
| Jack Breedon           | Anh          | GK     | 1935–1940                     | 35        | 0       | 35        | 0         | [ 238 ] [ 239 ] |
| Hubert Redwood         | Anh          | FB     | 1935–1940                     | 96        | 0       | 96        | 4         | [ 240 ] [ 241 ] |
| Jackie Wassall         | Anh          | FW     | 1935–1940                     | 48        | 0       | 48        | 6         | [ 242 ] [ 243 ] |
| Bert Whalley           | Anh          | MF     | 1935–1947                     | 39        | 0       | 39        | 0         | [ 244 ] [ 245 ] |
| George Gladwin         | Anh          | MF     | 1936–1937                     | 28        | 0       | 28        | 1         | [ 246 ] [ 247 ] |
| Harry Baird            | Bắc Ireland  | FW     | 1936–1938                     | 53        | 0       | 53        | 18        | [ 248 ] [ 249 ] |
| Walter Winterbottom    | Anh          | HB     | 1936–1938                     | 27        | 0       | 27        | 0         | [ 250 ] [ 251 ] |
| Tommy Breen            | Ireland      | GK     | 1936–1939                     | 71        | 0       | 71        | 0         | [ 252 ] [ 253 ] |
| George Roughton        | Anh          | FB     | 1936–1939                     | 92        | 0       | 92        | 0         | [ 254 ] [ 255 ] |
| Billy Wrigglesworth    | Anh          | FW     | 1936–1947                     | 37        | 0       | 37        | 10        | [ 256 ] [ 257 ] |
| Jack Smith             | Anh          | FW     | 1937–1946                     | 42        | 0       | 42        | 15        | [ 258 ] [ 259 ] |
| Jimmy Hanlon           | Anh          | FW     | 1938–1949                     | 69        | 0       | 69        | 22        | [ 260 ] [ 261 ] |
| Ronnie Burke           | Anh          | FW     | 1946–1949                     | 35        | 0       | 35        | 23        | [ 262 ] [ 263 ] |
| Johnny Morris          | Anh          | FW     | 1946–1949                     | 93        | 0       | 93        | 35        | [ 264 ] [ 265 ] |
| John Anderson          | Anh          | MF     | 1946–1949                     | 40        | 0       | 40        | 2         | [ 266 ] [ 267 ] |
| Tommy Bogan            | Scotland     | U      | 1949–1951                     | 33        | 0       | 33        | 7         | [ 268 ] [ 269 ] |
| Tommy McNulty          | Anh          | DF     | 1949–1954                     | 59        | 0       | 59        | 0         | [ 270 ] [ 271 ] |
| Jeff Whitefoot         | Anh          | MF     | 1950–1957                     | 95        | 0       | 95        | 0         | [ 272 ] [ 273 ] |
| Reg Allen              | Anh          | GK     | 1950–1953                     | 80        | 0       | 80        | 0         | [ 274 ] [ 275 ] |
| Harry McShane          | Scotland     | FW     | 1950–1954                     | 57        | 0       | 57        | 8         | [ 276 ] [ 277 ] |
| Billy Redman           | Anh          | FW     | 1950–1954                     | 38        | 0       | 38        | 0         | [ 278 ] [ 279 ] |
| John Doherty           | Anh          | FW     | 1952–1957                     | 26        | 0       | 26        | 7         | [ 280 ] [ 281 ] |
| Billy Whelan           | Ireland      | FW     | 1952–1958                     | 98        | 0       | 98        | 52        | [ 282 ] [ 283 ] |
| Colin Webster          | Wales        | FW     | 1953–1959                     | 79        | 0       | 79        | 31        | [ 284 ] [ 285 ] |
| Ian Greaves            | Anh          | FB     | 1954–1960                     | 75        | 0       | 75        | 0         | [ 286 ] [ 287 ] |
| Wilf McGuinness        | Anh          | MF     | 1955–1960                     | 85        | 0       | 85        | 2         | [ 288 ] [ 289 ] |
| Alex Dawson            | Scotland     | FW     | 1956–1962                     | 93        | 0       | 93        | 54        | [ 290 ] [ 291 ] |
| Ernie Taylor           | Anh          | FW     | 1957–1959                     | 30        | 0       | 30        | 4         | [ 292 ] [ 293 ] |
| Mark Pearson           | Anh          | FW     | 1957–1962                     | 80        | 0       | 80        | 14        | [ 294 ] [ 295 ] |
| Joe Carolan            | Ireland      | FB     | 1958–1961                     | 71        | 0       | 71        | 0         | [ 296 ] [ 297 ] |
| Warren Bradley         | Anh          | FW     | 1958–1962                     | 67        | 0       | 67        | 21        | [ 298 ] [ 299 ] |
| Nobby Lawton           | Anh          | MF     | 1959–1962                     | 44        | 0       | 44        | 6         | [ 300 ] [ 301 ] |
| Jimmy Nicholson        | Bắc Ireland  | MF     | 1960–1962                     | 68        | 0       | 68        | 6         | [ 302 ] [ 303 ] |
| Ian Moir               | Scotland     | FW     | 1960–1965                     | 45        | 0       | 45        | 5         | [ 304 ] [ 305 ] |
| Phil Chisnall          | Anh          | FW     | 1961–1964                     | 47        | 0       | 47        | 10        | [ 306 ] [ 307 ] |
| Pat Dunne              | Ireland      | GK     | 1964–1966                     | 67        | 0       | 67        | 0         | [ 308 ] [ 309 ] |
| Bobby Noble            | Anh          | FB     | 1965–1967                     | 33        | 0       | 33        | 0         | [ 310 ] [ 311 ] |
| Jimmy Ryan             | Scotland     | FW     | 1965–1970                     | 24        | 3       | 27        | 4         | [ 312 ] [ 313 ] |
| Alan Gowling           | Anh          | FW     | 1967–1972                     | 77        | 10      | 87        | 21        | [ 314 ] [ 315 ] |
| Jimmy Rimmer           | Anh          | GK     | 1967–1973                     | 45        | 1       | 46        | 0         | [ 316 ] [ 317 ] |
| Carlo Sartori          | Ý            | MF     | 1968–1972                     | 40        | 16      | 56        | 6         | [ 318 ] [ 319 ] |
| Ian Ure                | Scotland     | DF     | 1969–1971                     | 65        | 0       | 65        | 1         | [ 320 ] [ 321 ] |
| Paul Edwards           | Anh          | DF     | 1969–1972                     | 66        | 2       | 68        | 1         | [ 322 ] [ 323 ] |
| Tommy O'Neil           | Anh          | DF     | 1970–1972                     | 68        | 0       | 68        | 0         | [ 324 ] [ 325 ] |
| Tony Young             | Anh          | FB     | 1970–1975                     | 79        | 18      | 97        | 1         | [ 326 ] [ 327 ] |
| Ian Storey-Moore       | Anh          | FW     | 1971–1974                     | 43        | 0       | 43        | 12        | [ 328 ] [ 329 ] |
| George Graham          | Scotland     | U      | 1972–1975                     | 44        | 2       | 46        | 2         | [ 330 ] [ 331 ] |
| Jim Holton             | Scotland     | DF     | 1972–1975                     | 69        | 0       | 69        | 5         | [ 332 ] [ 333 ] |
| Mick Martin            | Ireland      | MF     | 1972–1975                     | 36        | 7       | 43        | 2         | [ 334 ] [ 335 ] |
| Jim McCalliog          | Scotland     | MF     | 1973–1974                     | 37        | 1       | 38        | 7         | [ 336 ] [ 337 ] |
| Paddy Roche            | Ireland      | GK     | 1974–1982                     | 53        | 0       | 53        | 0         | [ 338 ] [ 339 ] |
| Chris McGrath          | Bắc Ireland  | FW     | 1976–1981                     | 15        | 19      | 34        | 1         | [ 340 ] [ 341 ] |
| Andy Ritchie           | Anh          | FW     | 1977–1981                     | 32        | 10      | 42        | 13        | [ 342 ] [ 343 ] |
| Garry Birtles          | Anh          | FW     | 1980–1982                     | 63        | 1       | 64        | 12        | [ 344 ] [ 345 ] |
| Nikola Jovanović       | Nam Tư       | DF     | 1980–1982                     | 25        | 1       | 26        | 4         | [ 346 ] [ 347 ] |
| Scott McGarvey         | Scotland     | FW     | 1980–1983                     | 13        | 12      | 25        | 3         | [ 348 ] [ 349 ] |
| Arnold Mühren          | Hà Lan       | MF     | 1982–1985                     | 93        | 5       | 98        | 18        | [ 350 ] [ 351 ] |
| Arthur Graham          | Scotland     | FW     | 1983–1985                     | 47        | 5       | 52        | 7         | [ 12 ] [ 352 ]  |
| Alan Brazil            | Scotland     | FW     | 1984–1986                     | 24        | 17      | 41        | 12        | [ 353 ] [ 354 ] |
| Billy Garton           | Anh          | DF     | 1984–1989                     | 47        | 4       | 51        | 0         | [ 355 ] [ 356 ] |
| Peter Barnes           | Anh          | FW     | 1985–1987                     | 24        | 1       | 25        | 5         | [ 357 ] [ 358 ] |
| Terry Gibson           | Anh          | FW     | 1985–1987                     | 15        | 12      | 27        | 1         | [ 359 ] [ 360 ] |
| John Sivebæk           | Đan Mạch     | U      | 1985–1987                     | 32        | 2       | 34        | 1         | [ 361 ] [ 362 ] |
| Chris Turner           | Anh          | GK     | 1985–1988                     | 79        | 0       | 79        | 0         | [ 363 ] [ 364 ] |
| Colin Gibson           | Anh          | U      | 1985–1990                     | 89        | 6       | 95        | 9         | [ 365 ] [ 366 ] |
| Liam O'Brien           | Ireland      | MF     | 1986–1988                     | 17        | 19      | 36        | 2         | [ 367 ] [ 368 ] |
| Gary Walsh             | Anh          | GK     | 1986–1995                     | 62        | 1       | 63        | 0         | [ 369 ] [ 370 ] |
| Viv Anderson           | Anh          | DF     | 1987–1991                     | 64        | 5       | 69        | 4         | [ 371 ] [ 372 ] |
| Jim Leighton           | Scotland     | GK     | 1988–1990                     | 94        | 0       | 94        | 0         | [ 373 ] [ 374 ] |
| Ralph Milne            | Scotland     | FW     | 1988–1990                     | 26        | 4       | 30        | 3         | [ 375 ] [ 376 ] |
| Russell Beardsmore     | Anh          | U      | 1988–1992                     | 39        | 34      | 73        | 4         | [ 377 ] [ 378 ] |
| Mark Robins            | Anh          | FW     | 1988–1992                     | 27        | 43      | 70        | 17        | [ 379 ] [ 380 ] |
| Mark Bosnich           | Úc           | GK     | 1989–1990 1999–2000           | 38        | 0       | 38        | 0         | [ 381 ] [ 382 ] |
| Les Sealey             | Anh          | GK     | 1989–1991 1993–1994           | 55        | 1       | 56        | 0         | [ 383 ] [ 384 ] |
| Danny Wallace          | Anh          | FW     | 1989–1993                     | 53        | 18      | 71        | 11        | [ 385 ] [ 386 ] |
| Darren Ferguson        | Scotland     | MF     | 1990–1994                     | 22        | 8       | 30        | 0         | [ 387 ] [ 388 ] |
| Karel Poborský         | Cộng hòa Séc | FW     | 1996–1997                     | 28        | 20      | 48        | 16        | [ 389 ] [ 390 ] |
| Jordi Cruyff           | Hà Lan       | FW     | 1996–2000                     | 26        | 32      | 58        | 8         | [ 391 ] [ 392 ] |
| Raimond van der Gouw   | Hà Lan       | GK     | 1996–2001                     | 48        | 12      | 60        | 0         | [ 393 ] [ 394 ] |
| Ronnie Wallwork        | Anh          | MF     | 1997–2002                     | 10        | 18      | 28        | 0         | [ 395 ] [ 396 ] |
| Jesper Blomqvist       | Thụy Điển    | FW     | 1998–1999                     | 29        | 9       | 38        | 1         | [ 397 ] [ 398 ] |
| Jonathan Greening      | Anh          | MF     | 1998–2001                     | 13        | 14      | 27        | 0         | [ 399 ] [ 400 ] |
| Luke Chadwick          | Anh          | FW     | 1999–2003                     | 18        | 21      | 39        | 2         | [ 401 ] [ 402 ] |
| Laurent Blanc          | Pháp         | DF     | 2001–2003                     | 71        | 4       | 75        | 4         | [ 403 ] [ 404 ] |
| Juan Sebastián Verón   | Argentina    | MF     | 2001–2003                     | 75        | 7       | 82        | 11        | [ 15 ] [ 405 ]  |
| Roy Carroll            | Bắc Ireland  | GK     | 2001–2005                     | 68        | 4       | 72        | 0         | [ 406 ] [ 407 ] |
| Diego Forlán           | Uruguay      | FW     | 2001–2005                     | 37        | 61      | 98        | 17        | [ 408 ] [ 409 ] |
| Kieran Richardson      | Anh          | FW     | 2002–2007                     | 44        | 37      | 81        | 11        | [ 410 ] [ 411 ] |
| Kléberson              | Brasil       | MF     | 2003–2004                     | 24        | 6       | 30        | 2         | [ 412 ] [ 413 ] |
| David Bellion          | Pháp         | FW     | 2003–2005                     | 15        | 25      | 40        | 8         | [ 414 ] [ 415 ] |
| Eric Djemba-Djemba     | Cameroon     | MF     | 2003–2005                     | 27        | 12      | 39        | 2         | [ 416 ] [ 417 ] |
| Tim Howard             | Hoa Kỳ       | GK     | 2003–2006                     | 76        | 1       | 77        | 0         | [ 16 ] [ 418 ]  |
| Gabriel Heinze         | Argentina    | DF     | 2004–2007                     | 75        | 8       | 83        | 4         | [ 419 ] [ 420 ] |
| Alan Smith             | Anh          | FW     | 2004–2007                     | 61        | 32      | 93        | 12        | [ 17 ] [ 421 ]  |
| Darron Gibson          | Ireland      | MF     | 2005–2011                     | 36        | 23      | 59        | 10        | [ 422 ] [ 423 ] |
| Tomasz Kuszczak        | Ba Lan       | GK     | 2006–2011                     | 56        | 5       | 61        | 0         | [ 424 ] [ 425 ] |
| Owen Hargreaves        | Anh          | MF     | 2007–2011                     | 26        | 13      | 39        | 2         | [ 426 ] [ 427 ] |
| Carlos Tevez           | Argentina    | FW     | 2007–2009                     | 73        | 26      | 99        | 34        | [ 1 ] [ 428 ]   |
| Fábio                  | Brasil       | DF     | 2009–2014                     | 37        | 19      | 56        | 3         | [ 429 ] [ 430 ] |
| Federico Macheda       | Ý            | FW     | 2009–2014                     | 15        | 21      | 36        | 5         | [ 431 ] [ 432 ] |
| Michael Owen           | Anh          | FW     | 2009–2011                     | 18        | 34      | 52        | 17        | [ 433 ] [ 434 ] |
| Gabriel Obertan        | Pháp         | FW     | 2009–2011                     | 13        | 15      | 28        | 1         | [ 435 ] [ 436 ] |
| Anders Lindegaard      | Đan Mạch     | GK     | 2011–2015                     | 29        | 0       | 29        | 0         | [ 437 ] [ 438 ] |
| Tom Cleverley          | Anh          | MF     | 2011–2015                     | 63        | 16      | 79        | 5         | [ 439 ] [ 440 ] |
| Paul Pogba             | Pháp         | MF     | 2011–2012 2016–               | 44        | 9       | 53        | 7         | [ 441 ]         |
| Shinji Kagawa          | Nhật Bản     | MF     | 2012–2014                     | 46        | 11      | 57        | 6         | [ 442 ] [ 443 ] |
| Alexander Büttner      | Hà Lan       | DF     | 2012–2014                     | 23        | 5       | 28        | 2         | [ 444 ]         |
| Adnan Januzaj          | Bỉ           | MF     | 2013–                         | 31        | 32      | 63        | 5         | [ 445 ]         |
| Ángel Di María         | Argentina    | MF     | 2014–2015                     | 24        | 8       | 32        | 4         | [ 446 ]         |
| Radamel Falcao         | Colombia     | FW     | 2014–2015                     | 17        | 12      | 29        | 4         | [ 447 ]         |
| Luke Shaw              | Anh          | DF     | 2014−                         | 40        | 4       | 44        | 0         | [ 448 ]         |
| Marcos Rojo            | Argentina    | DF     | 2014–                         | 82        | 11      | 93        | 2         | [ 449 ]         |
| Paddy McNair           | Bắc Ireland  | DF     | 2014−2016                     | 18        | 9       | 27        | 0         | [ 450 ]         |
| Jesse Lingard          | Anh          | FW     | 2014–                         | 56        | 21      | 77        | 11        | [ 451 ]         |
| Bastian Schweinsteiger | Đức          | MF     | 2015–2017                     | 22        | 13      | 35        | 2         | [ 452 ]         |
| Memphis Depay          | Hà Lan       | FW     | 2015–2017                     | 28        | 23      | 51        | 8         | [ 453 ]         |
| Anthony Martial        | Pháp         | FW     | 2015–                         | 71        | 16      | 87        | 24        | [ 454 ]         |
| Matteo Darmian         | Ý            | DF     | 2015–                         | 56        | 10      | 66        | 0         | [ 455 ]         |
| Morgan Schneiderlin    | Pháp         | MF     | 2015–2017                     | 36        | 11      | 47        | 1         | [ 456 ]         |
| Sergio Romero          | Argentina    | GK     | 2015−                         | 26        | 0       | 26        | 0         | [ 457 ]         |
| Marcus Rashford        | Anh          | FW     | 2016–                         | 43        | 22      | 65        | 17        | [ 458 ]         |
| Zlatan Ibrahimović     | Thụy Điển    | FW     | 2016–                         | 38        | 5       | 43        | 28        | [ 459 ]         |
| Henrikh Mkhitaryan     | Armenia      | MF     | 2016–                         | 27        | 11      | 38        | 10        | [ 460 ]         |
| Eric Bailly            | Bờ Biển Ngà  | DF     | 2016–                         | 32        | 1       | 33        | 0         | [ 461 ]         |